# SC Rist Wedel
El Sportclub Rist Wedel e.V. es un equipo de baloncesto alemán con sede en la ciudad de Wedel, que compite en la ProB, la tercera división de su país. Disputa sus partidos en el Steinberghalle, con capacidad para 600 espectadores.

## Historia
El club se fundó el 28 de mayo de 1968, gracias al entusiasmo de los profesores de educación física del Johann-Rist-Gymnasium, un instituto de enseñanza secundaria de la ciudad de Wedel creado tres años antes.
Participó en la Regionalliga hasta que en la temporada 2008-09 logró el ascenso a categoría nacional, a la ProB, el tercer nivel del baloncesto germano, tras quedar primero en el Grupo Norte. Desde entonces ha estado en varias ocasiones cerca del ascenso a la ProA, la más próxima la temporada 2014-15, en la que alcanzó la final, siendo derrotado por el BAWE Oldenburger TB.

## Trayectoria
| Temporada | Nivel | Liga         | Pos. | Resultado        |
| --------- | ----- | ------------ | ---- | ---------------- |
| 2004-05   | 3     | Regionalliga | 3º   |                  |
| 2005-06   | 3     | Regionalliga | 5º   |                  |
| 2006-07   | 3     | Regionalliga | 6º   |                  |
| 2007-08   | 3     | Regionalliga | 4º   |                  |
| 2008-09   | 4     | Regionalliga | 1º   | Ascenso campeón  |
| 2009-10   | 3     | ProB         | 9º   |                  |
| 2010-11   | 3     | ProB         | 9º   |                  |
| 2011-12   | 3     | ProB         | 7º   | Octavos de final |
| 2012-13   | 3     | ProB         | 2º   | Cuartos de final |
| 2013-14   | 3     | ProB         | 2º   | Semifinalista    |
| 2014–15   | 3     | ProB         | 2º   | Finalista        |
| 2015–16   | 3     | ProB         | 10º  |                  |
| 2016–17   | 3     | ProB         | 8º   | Octavos de final |
| 2017-18   | 3     | ProB         | 9º   |                  |